# Paradise City (série de televisão)
Paradise City (bra: Cidade Paradiso; prt: Cidade Paraíso) é uma série de televisão estadunidense criada por Ash Avildsen, é um spin-off do filme American Satan. Andy Biersack e Ben Bruce, juntamente com outros membros do elenco, devem reprisar seus papéis do filme original. O falecido ator Cameron Boyce fará uma aparição póstuma na série, interpretando o papel de Simon. Kellin Quinn, da banda Sleeping With Sirens, também deve aparecer na série. A cantora e atriz Bella Thorne interpretará Lily Mayflower, substituindo o ator Jesse Sullivan. O baterista da banda Asking Alexandria, Alexandria James Cassells assume o papel de Dylan James, baterista de "The Relentless", substituindo Sebastian Gregory.

## Sinopse
As vidas de um astro do rock que parece ter tudo e um jovem garoto que o idolatra colidem em suas vidas destruídas, construídas pelo mercado da música e o lado obscuro de Los Angeles.

## Elenco
- Andy Biersack como Johnny Faust
- Bella Thorne como Lily Mayflower
- Cameron Boyce como Simon
- Booboo Stewart como Vic Lakota
- Mark Boone Junior como Elias
- Ben Bruce como Leo Donovan
- Ryan Hurst como Oliver Ostergaard
- Drea de Matteo como Maya

## Lançamento
A primeira temporada do programa terá 8 episódios.
Um teaser da primeira temporada da série foi lançado em 1 de maio de 2020 e o trailer oficial em 10 de dezembro de 2020. 
A emissora divulgou estreia para 25 de março de 2021 no streaming da Amazon Prime Vídeo.